# 福島県道224号会津坂本停車場線
福島県道224号会津坂本停車場線（ふくしまけんどう224ごう あいづさかもとていしゃじょうせん）は、福島県河沼郡会津坂下町から同郡柳津町に至る一般県道である。

## 路線概要
- 起点：河沼郡会津坂下町大字坂本字上新田丁（JR只見線 会津坂本駅前）
- 終点：河沼郡柳津町大字細八字大巻甲
- 総延長：521 m[1]
  - 実延長：総延長に同じ
- 路線認定年月日：1959年8月31日[2]

## 通過する自治体
- 河沼郡会津坂下町 - 柳津町

## 接続・交差する道路
- 国道252号（柳津町大字細八字大巻甲 終点）

## 沿線
- 会津坂本駅